# Testament: Die Geschichte von Moses
Testament: Die Geschichte von Moses ist eine US-amerikanische Drama-Fernsehserie im Stil einer historischen Dokumentation von Benjamin Ross, die im Frühling 2024 auf Netflix veröffentlicht wurde. Sie handelt von der Mose-Erzählung aus Perspektive der drei monotheistischen Weltreligionen.
Im März 2024 brachte Netflix eine neue Serie über Moses heraus. Die Serie erzählt die bekannte biblische Geschichte der Figur des Prinzen und Propheten auf eine eindrucksvolle Weise. Neben den dramatisierten Erzählungen des Lebens von Moses bieten Interviews mit Historikern und Theologen tiefere Einblicke und Hintergrundinformationen.

## Handlung

### Episode 1: Der Prophet
Zunächst gibt es überblicksartig einen schnellen Zusammenschnitt von wichtigen Szenen aus dem Leben von Moses. Mose spürt, dass er kein Ägypter ist und identifiziert sich mit den Versklavten. Er sieht, wie ein ägyptischer Aufseher einen hebräischen Sklaven schlägt und tötet den Ägypter (vgl. Ex 2,11-12 , Apg 7,24 ). Pharao hört davon und will Mose töten. Deshalb flieht er in die Wüste Midian (vgl. Ex 2,15 , Apg 7,29 ). Mose begegnet Frauen am Brunnen und lernt Zippora kennen, die Tochter von Jethro. Dort kommt es zu einem Konflikt mit bestimmten Männern (vgl. Ex 2,17 ). Mose tritt ihnen furchtlos entgegen und beschützt die Frauen. Bei dem Priester Jethro findet er Unterkunft. Es gibt eine Rückblende in Form eines Traums: Als Kind äußert er Zweifel an seiner königlichen Abstammung. Die Tochter des Pharao, seiner Ziehmutter, versucht, ihm diese zu nehmen. Nach dieser Nacht geht es in Midian weiter. Er arbeitet bei Jethro als Schafhirte. Mose und Zippora heiraten. Mose erfährt von drei Männern aus Ägypten, dass der alte Pharao verstorben ist. Zippora ist skeptisch über die Offenbarung, die Mose auf dem Berg beim brennenden Dornbusch bekommen hat. Aaron wird in einem Traum gezeigt, dass er Mose treffen wird. In dem Gespräch wird Mose erst klar, dass er Hebräer ist.

### Episode 2: Die Plagen
Der Pharao beschreibt zunächst einen finsteren Traum, in dem er eine bedrohliche Gestalt sieht. Mose erhält von Gott den Auftrag, die Israeliten aus der Sklaverei zu befreien, und kehrt nach Ägypten zurück, um seine Ziehmutter mit der Wahrheit über seine leibliche Familie zu konfrontieren. Er erklärt ihr seinen göttlichen Auftrag, woraufhin sie ihn aus Angst um sein Leben fortschickt. Mose, geplagt von Zweifeln, hat eine Vision von Gott, der ihm drei Zeichen gibt, die ihm zu gegebener Zeit helfen sollen, und appelliert an seinen Glauben und die tiefe Bindung zu ihm. Bei einer Auseinandersetzung mit dem Pharao fordert dieser ein Wunder, woraufhin Mose seinen Stab in eine Schlange verwandelt. Gott offenbart sich Mose erneut mit den Worten "Ich bin, der ich bin" und lässt die Plagen beginnen. Die Plagen beginnen damit, dass das Wasser des Nils zu Blut wird, was das gesamte Wasser in Ägypten ungenießbar macht. Daraufhin überfluten Frösche das Land. Als Nächstes wird der Staub Ägyptens in Stechmücken verwandelt, gefolgt von einer Plage von Stechfliegen, die das Leben der Menschen unerträglich macht. Eine schwere Viehpest trifft das ägyptische Vieh und lässt viele Tiere sterben. Dann werden Mensch und Tier mit schmerzhaften Blutgeschwüren übersät. Ein verheerender Hagelsturm zerstört die Ernten und tötet Mensch und Tier im Freien, gefolgt von Schwärmen von Heuschrecken, die alles verbliebene Grün verschlingen. Dann senkt sich eine drei Tage andauernde Finsternis über Ägypten, die das Land in völlige Dunkelheit hüllt. Schließlich wird eine Anspielung auf die letzte Plage seitens Gottes gemacht: Der Tod aller Erstgeborenen in Ägypten.

### Episode 3: Das Gelobte Land
Nach der zehnten Plage, bei der alle erstgeborenen Söhne in Ägypten sterben, einschließlich des Sohnes des Pharao, erlaubt der Pharao den Israeliten endlich, Ägypten zu verlassen. Mose führt das Volk aus der Sklaverei heraus. Auf ihrer Reise durchqueren sie das Rote Meer, das sich durch Gottes Eingreifen teilt, um ihnen den Weg zu ebnen, während die ägyptischen Verfolger im zurückkehrenden Wasser ertrinken. Nach der Überquerung des Roten Meeres beginnen die Israeliten eine lange Wanderung durch die Wüste. Während dieser Zeit empfangen sie am Berg Sinai die Zehn Gebote von Gott, die zu einem zentralen Bestandteil ihres Glaubens und ihrer Gesetze werden. Trotz vieler Herausforderungen, einschließlich Nahrungsmangel und Konflikten, versorgt Gott sie mit Manna und Wachteln und führt sie durch eine Wolken- und Feuersäule. Während der Wanderung begegnet das Volk vielen Schwierigkeiten, darunter Aufstände und Götzendienst, wie das goldene Kalb. Mose vermittelt zwischen Gott und den Israeliten, um göttliche Gnade und Führung zu erbitten. Nach vierzig Jahren in der Wüste erreichen sie schließlich die Grenzen des Gelobten Landes, Kanaan. Mose sieht das Gelobte Land vom Berg Nebo aus, betritt es jedoch nicht selbst. Unter der Führung von Josua, seinem Nachfolger, bereiten sich die Israeliten darauf vor, das Land zu betreten und zu besiedeln, wie es ihnen von Gott verheißen wurde.

## Besetzung
| Darsteller            | Figur         |
| --------------------- | ------------- |
| Avi Azulalay          | Moses         |
| Mehmet Kurtuluş       | Pharao        |
| Dominique Tipper      | Zipporah      |
| Ishai Golan           | Aaron         |
| Reymonde Amsallem     | Miriam        |
| Tülay Günal           | Bithiah       |
| Oberon K. A. Adjepong | Jethro        |
| Clarke Peters         | Stimme Gottes |
| Quelle:               |               |

Zu den Experten, die hinzugezogen werden, gehören Andy Lewter, Maurice Harris, Tom Kang, Shlomo Einhorn, Jonathan Kirsch, Celene Ibrahim, Shady Nasser, Peter Enns, Rachel Adelman, Nick Brown, Monica Hanna und Carol Meyers.

## Episodenliste
| 1 | Der Prophet      | The Prophet       |
| Moses ist gezwungen, sein Leben als ägyptischer Prinz aufzugeben, und rettet sich nach Midian. Nach einer mysteriösen Begegnung nimmt er einen göttlichen Auftrag an.   |                  |                   |
| 2 | Die Plagen       | The Plagues       |
| Moses konfrontiert den Pharaoh und fordert die Freilassung der Hebräer. Als sich der Pharaoh weigert, wird Ägypten von einer Reihe von Plagen heimgesucht.              |                  |                   |
| 3 | Das Gelobte Land | The Promised Land |
| Nach der 10. Plage gibt der Pharaoh nach, überlegt es sich aber anders. Am Roten Meer wird aus einem Hindernis ein Wunder, als Moses die Hebräer in die Freiheit führt. |                  |                   |
| Alle Episoden wurden weltweit am 27. März 2024 auf Netflix veröffentlicht.                                                                                              |                  |                   |

## Kritik
Die Serie erhielt überwiegend durchwachsene bis negative Kritiken. Auf der Seite Rotten Tomatos liegt die positive Zustimmung bei 38 %. Auf der Netzseite film-rezensionen.de schrieb der Journalist Oliver Armknecht, der Serie „mangelt es an Konsequenz, wenn man mal versuchte, die Zeit von damals nachzustellen, mal aber auch dem heutigen Publikum zuliebe alles leicht verdaulich zu machen.“ Auch bei IMDb liegt die durchschnittliche Bewertung bei 6,2/10.